# Namps-Maisnil
Namps-Maisnil és un municipi francès situat al departament del Somme i a la regió dels Alts de França. L'any 2007 tenia 1.032 habitants.

## Demografia

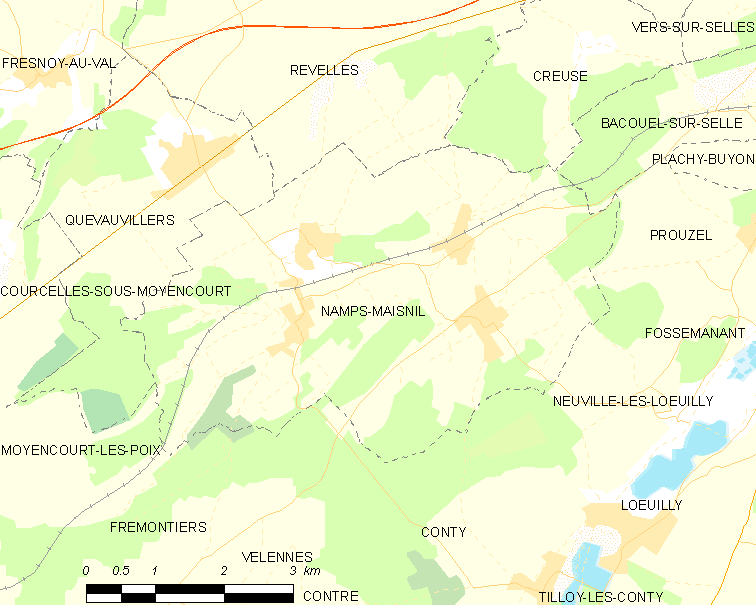
municipi

### Població
El 2007 la població de fet de Namps-Maisnil era de 1.032 persones. Hi havia 383 famílies de les quals 78 eren unipersonals (41 homes vivint sols i 37 dones vivint soles), 110 parelles sense fills, 167 parelles amb fills i 28 famílies monoparentals amb fills.
La població ha evolucionat segons el següent gràfic:

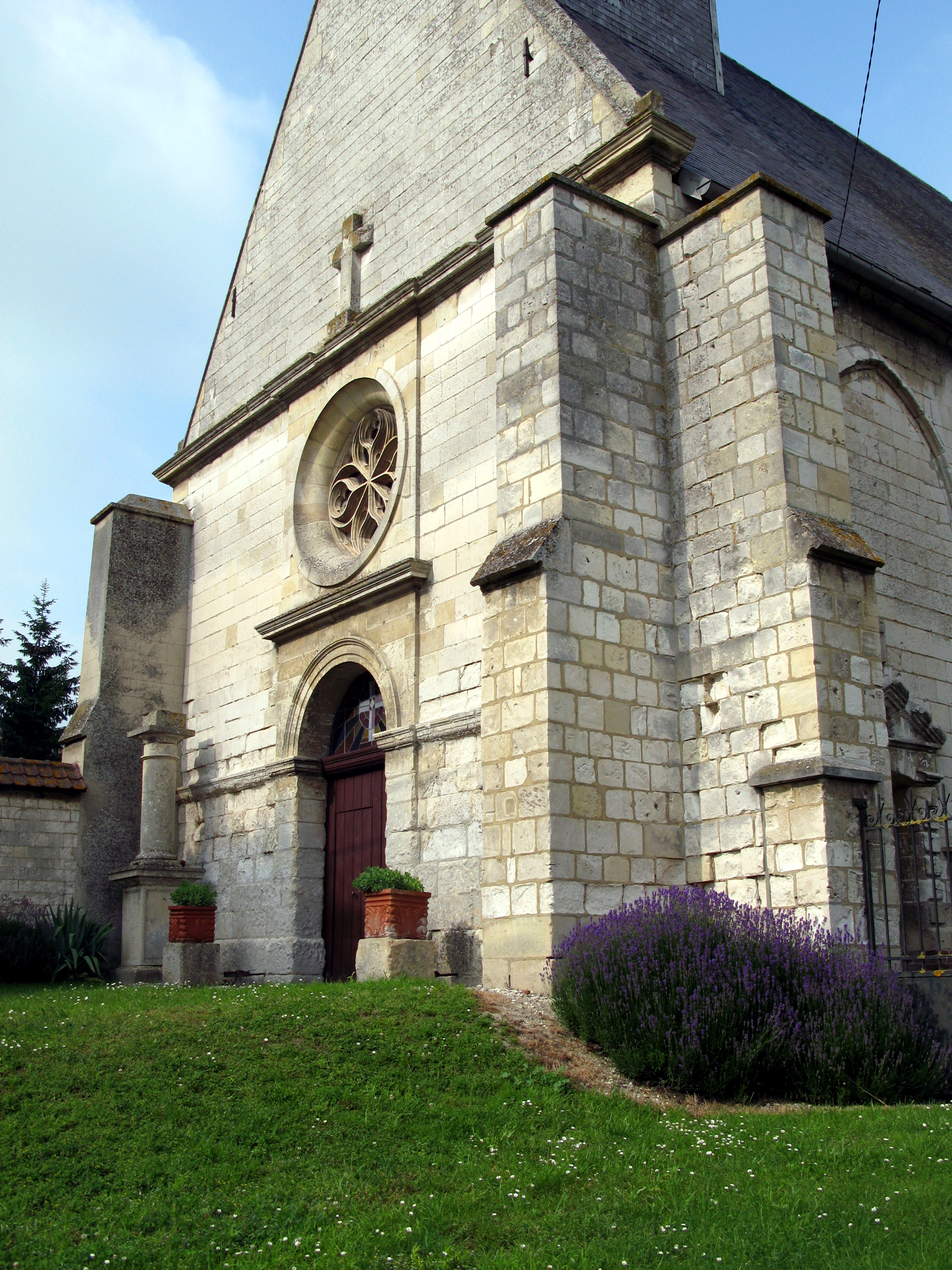
església

Habitants censats

### Habitatges
El 2007 hi havia 428 habitatges, 381 eren l'habitatge principal de la família, 15 eren segones residències i 32 estaven desocupats. 413 eren cases i 12 eren apartaments. Dels 381 habitatges principals, 320 estaven ocupats pels seus propietaris, 47 estaven llogats i ocupats pels llogaters i 14 estaven cedits a títol gratuït; 1 tenia una cambra, 13 en tenien dues, 50 en tenien tres, 116 en tenien quatre i 201 en tenien cinc o més. 272 habitatges disposaven pel capbaix d'una plaça de pàrquing. A 149 habitatges hi havia un automòbil i a 199 n'hi havia dos o més.

### Piràmide de població
La piràmide de població per edats i sexe el 2009 era:
| Homes | Edats   | Dones |
| ----- | ------- | ----- |
| 0     | 95 o +  | 4     |
| 0     | 90 a 94 | 4     |
| 4     | 85 a 89 | 12    |
| 0     | 80 a 84 | 8     |
| 4     | 75 a 79 | 28    |
| 20    | 70 a 74 | 20    |
| 8     | 65 a 69 | 12    |
| 12    | 60 a 64 | 16    |
| 20    | 55 a 59 | 28    |
| 32    | 50 a 54 | 12    |
| 44    | 45 a 49 | 40    |
| 32    | 40 a 44 | 48    |
| 76    | 35 a 39 | 32    |
| 36    | 30 a 34 | 36    |
| 40    | 25 a 29 | 48    |
| 28    | 20 a 24 | 20    |
| 60    | 15 a 19 | 24    |
| 24    | 10 a 14 | 20    |
| 52    | 5 a 9   | 36    |
| 40    | 0 a 4   | 32    |

## Economia

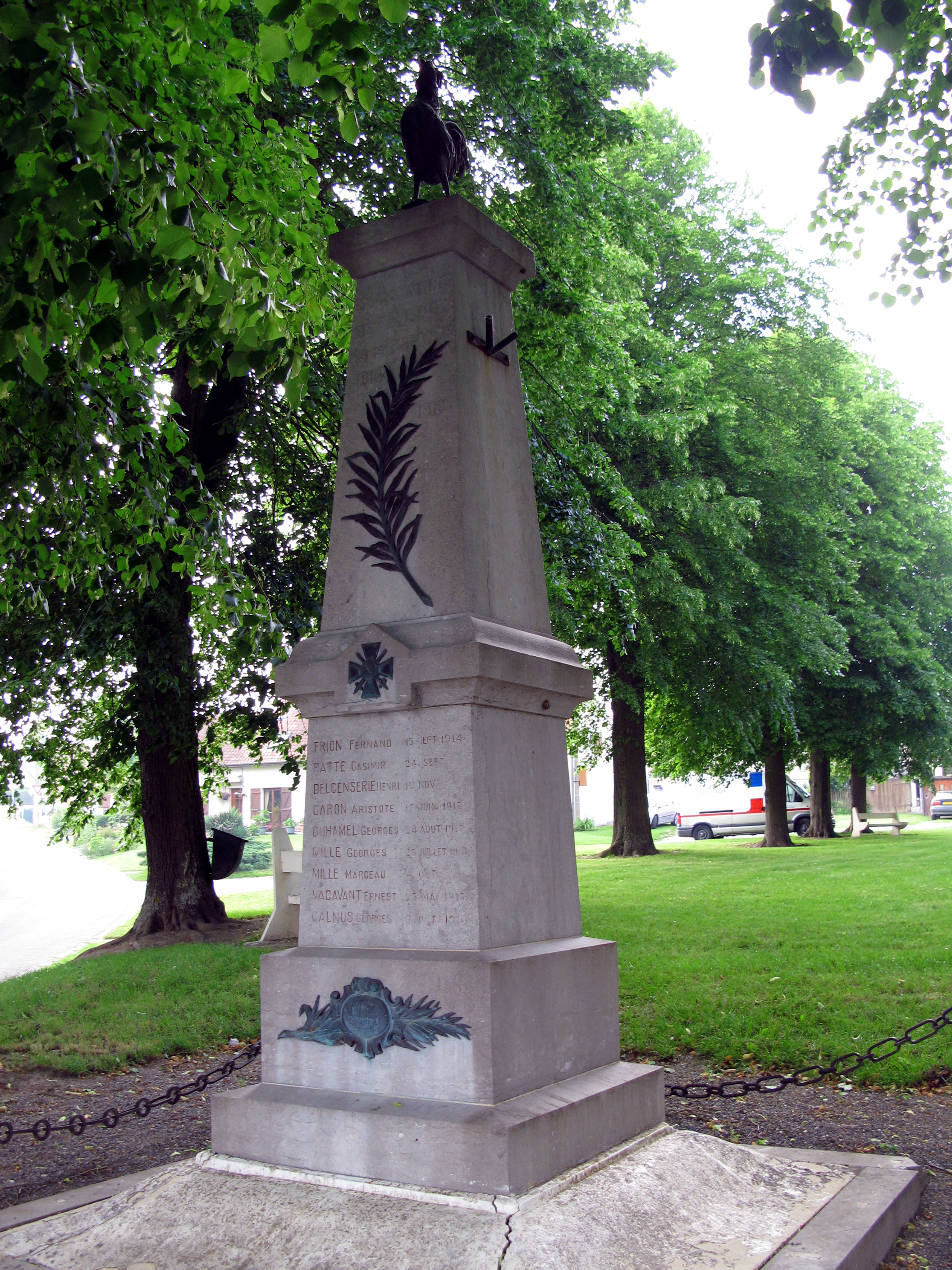

El 2007 la població en edat de treballar era de 715 persones, 531 eren actives i 184 eren inactives. De les 531 persones actives 497 estaven ocupades (283 homes i 214 dones) i 32 estaven aturades (12 homes i 20 dones). De les 184 persones inactives 62 estaven jubilades, 59 estaven estudiant i 63 estaven classificades com a «altres inactius».

### Ingressos
El 2009 a Namps-Maisnil hi havia 393 unitats fiscals que integraven 986 persones, la mediana anual d'ingressos fiscals per persona era de 20.102,5 €.

### Activitats econòmiques
Dels 15 establiments que hi havia el 2007, 2 eren d'empreses de fabricació d'altres productes industrials, 7 d'empreses de construcció, 2 d'empreses de comerç i reparació d'automòbils, 1 d'una empresa financera, 1 d'una empresa de serveis, 1 d'una entitat de l'administració pública i 1 d'una empresa classificada com a «altres activitats de serveis».
Dels 7 establiments de servei als particulars que hi havia el 2009, 1 era un guixaire pintor, 4 fusteries, 1 lampisteria i 1 empresa de construcció.
L'any 2000 a Namps-Maisnil hi havia 23 explotacions agrícoles que ocupaven un total de 1.764 hectàrees.

## Equipaments sanitaris i escolars
El 2009 hi havia una escola elemental.

## Poblacions més properes
El següent diagrama mostra les poblacions més properes.